# Гражданский процессуальный кодекс Российской Федерации
Гражда́нский процессуа́льный ко́декс Росси́йской Федера́ции (ГПК РФ) — кодифицированный нормативный правовой акт (федеральный закон), устанавливающий правила рассмотрения и разрешения гражданских дел судами общей юрисдикции в Российской Федерации.
Является основным источником гражданских процессуальных норм. Иные нормативные правовые акты, регулирующие порядок гражданского судопроизводства в Российской Федерации, принимаются в соответствии с кодексом и применяются в части, не противоречащей ему. Однако акты конституционного и международного характера доминируют над ГПК РФ, поэтому, в частности правила, содержащиеся в международных договорах, имеют приоритет перед национальными гражданскими процессуальными, если между ними в ходе практического судебного правоприменения обнаруживаются противоречия. На это прямо указывает ст. 1 ГПК РФ и разъяснения, которые даются в постановлении Пленума Верховного Суда РФ по вопросам применения норм международного права и международных договоров.
Введён в действие с 1 февраля 2003 года.

## История принятия
Действующий Гражданский процессуальный кодекс — третий для России. Первый Гражданский процессуальный кодекс РСФСР действовал с 1923 по 1964 годы, второй Гражданский процессуальный кодекс РСФСР действовал с 1964 года по 1 февраля 2002 года.
24 октября 1992 года Верховным Советом РСФСР была принята «Концепция судебной правовой реформы», одной из задач которой было приведение гражданского процессуального законодательства в соответствие с изменениями в общественно-политической и экономической жизни страны.
С 1995 года по инициативе Верховного Суда РФ велась активная работа по изменению действовавшего ГПК РСФСР. В этот кодекс были внесены новые институты (мировой юстиции, приказного производства и заочного производства и другие), существенно модифицированы процессуальные правила. Планомерное изменение процессуальных норм позволило провести их практическую оценку и выявить недостатки.
Одновременно рабочей группой, созданной приказом Министерства юстиции РФ от 23 мая 1993 года, велась работа по подготовке проекта нового кодифицированного источника. В состав рабочей группы наряду с практическими работниками входили учёные Москвы, Санкт-Петербурга, Екатеринбурга, Саратова.
При окончательной доработке проекта ГПК РФ был учтён опыт применения новых правовых институтов, введённых в ГПК РСФСР 1964 года, а также последовательно решены многие процессуальные вопросы, такие как действие принципов диспозитивности, состязательности, объективной (судебной) истины, степень активности суда, процессуальное положение прокурора, порядок апелляционного, кассационного производства и надзорного судопроизводства и многие другие.
Несмотря на новое разрешение многих процессуальных вопросов, ГПК РФ сохранил преемственность процессуальных норм, выработанных в период советской власти, что позволило избежать существенных трудностей при его введении в действие.

## Структура кодекса
Гражданский процессуальный кодекс Российской Федерации состоит из 7 разделов, 47 глав.
- Раздел I «Общие положения» включает главы 1—10. Устанавливает правила действия гражданского процессуального законодательства, требования к составу и компетенции суда, правовой статус лиц, участвующих в деле, порядок осуществления представительства и доказывания, расчёта и распределения судебных расходов и штрафов, течения процессуальных сроков, а также нормы оповещения заинтересованных лиц о процессуальных действиях.

- Раздел II «Производство в суде первой инстанции» посвящён рассмотрению и разрешению гражданских дел по существу. Включает 4 подраздела.
  - Подраздел I «Приказное производство» (глава 11) регламентирует порядок выдачи судебных приказов.
  - Подраздел II «Исковое производство» содержит главы 12—22. Посвящён вопросам предъявления иска и его обеспечения, подготовки дела к судебному разбирательству и осуществления судебного разбирательства, институту судебного решения, а также процессуальным правилам приостановления, прекращения производства по делу, оставление заявления без рассмотрения. Подразделом установлены правила оформления определений суда и протоколов процессуальных действий, а также порядок осуществления заочного производства.
  - Подраздел III «Производство по делам, возникающим из публичных правоотношений» состоит из глав 23—26. Устанавливает правила рассмотрения дел о признании недействующими нормативных правовых актов, об оспаривании решений, действий (бездействия) органов государственной власти, органов местного самоуправления, должностных лиц, государственных и муниципальных служащих, а также дел о защите избирательных прав. Данный подраздел полностью утратил силу с вступлением в силу Кодекса административного судопроизводства Российской Федерации 15 сентября 2015 года[4]
  - Подраздел IV «Особое производство» включает главы 27—38. Посвящён широкому кругу вопросов, не являющихся спорными, но требующих принятия властного решения, в том числе по делам об установлении фактов, имеющих юридическое значение, усыновлении (удочерение) ребенка, признании гражданина безвестно отсутствующим или объявлении гражданина умершим, ограничении дееспособности, признании недееспособным, объявлении несовершеннолетнего полностью дееспособным. Кроме того, подраздел устанавливает правила признания вещи бесхозяйной, восстановления прав по утраченным ценным бумагам, принудительной госпитализации гражданина в психиатрический стационар, внесения исправлений или изменений в записи актов гражданского состояния, восстановления утраченного судебного производства[5].
- Раздел III «Производство в суде второй инстанции» включает главу 39. Посвящён апелляционному пересмотру решений, не вступивших в силу.
- Раздел IV «Пересмотр вступивших в законную силу судебных постановлений» включает главы 41, 41.1, 42. Посвящён производству в судах кассационной и надзорной инстанций, а также пересмотру действующих судебных актов по вновь открывшимся обстоятельствам.
- Раздел V «Производство по делам с участием иностранных лиц» состоит из глав 43—45. Устанавливает процессуальные особенности рассмотрения дел, осложнённых участием иностранного элемента.
- Раздел VI «Производство по делам об оспаривании решений третейских судов и о выдаче исполнительных листов на принудительное исполнение решений третейских судов» включает главы 46,47, устанавливающие правила осуществления действий, указанных в названии раздела.
- Раздел VII «Производство, связанное с исполнением судебных постановлений и постановлений иных органов» не содержит обособленных глав. Посвящён вопросам исполнительного производства, требующим принятия решения суда.